# Sukune Inugami
Sukune Inugami (犬上 すくね Inugami Sukune?, nacido el  11 de enero) es mangaka mujer proveniente de la prefectura de Fukuoka, Japón. Ella ha estado creando mangas desde el año 1992 con el trabajo Suishō Yakyoku. Su trabajo más popular es Renai Distortion. 